# Roccamare
Roccamare ist eine Fraktion der italienischen Gemeinde Castiglione della Pescaia in der Provinz Grosseto, Region Toskana.

## Geografie
Roccamare ist eine geschlossene Wohnanlage, etwa 24 km von Grosseto entfernt. Die Villensiedlung liegt 5 km nördlich von Castiglione in einem dichten Pinienwald am Verlauf des Tonfone-Grabens, einem nur 4 km langen kurzen Wasserlauf, der in der Nähe von Pian di Rocca entspringt und der  am Strand von Roccamare ins Tyrrhenische Meer mündet.